# Acerentulus palissai
Acerentulus palissai är en urinsektsart som beskrevs av Josef Nosek 1967. Acerentulus palissai ingår i släktet Acerentulus och familjen lönntrevfotingar. Inga underarter finns listade i Catalogue of Life.